# Tilosina
La tilosina è un antibiotico appartenente alla famiglia dei macrolidi. possiede attività ad ampio spettro nei confronti dei Gram positivi e a spettro ristretto verso i Gram negativi.
Viene prodotto per fermentazione di colonie di Streptomyces fradiae.

## Indicazioni
Viene utilizzato in medicina veterinaria per la cura di infezioni batteriche secondarie a malattie virali, nelle infezioni chirurgiche post-operatorie, nelle metriti, piodermiti e nella terapia di supporto dell'enterite necrotica superficiale.
È indicato nella terapia della broncopolmonite enzootica del suino, delle artriti causate da micoplasmi e nelle mastiti acute scatenate da Gram positivi.